# SN 2008gq
SN 2008gq – supernowa typu II-P odkryta 27 października 2008 roku w galaktyce M-02-26-39. W momencie odkrycia miała maksymalną jasność 16,40m.